# Tino Chrupalla
Tino Chrupalla[kʁʊˈpala] (* 14. april 1975 v Weißwasserju) je desničarski skrajnež  in nemški politik (AfD). Leta 2017 je bil kot neposredni kandidat v volilnem okraju Görlitz izvoljen v nemški Bundestag, novembra 2019 pa je bil skupaj z Jörgom Meuthenom izvoljen za enega od dveh zveznih tiskovnih predstavnikov (vodje stranke) stranke AfD. Chrupalla je skupaj z Alice Weidel od septembra 2021 predsednik poslanske skupine AfD v Bundestagu . 

## Življenje in kariera
Tino Chrupalla se je rodil kot sin mehanika in odraščal v Krauschwitzu (okrožje Weißwasser / okrožje Cottbus) v Nemški demokratični republiki .   Po končani srednji šoli leta 1991 je Chrupalla opravil vajeništvo za slikopleskarja in lakirja, kjer je delal do leta 1994. Nato je opravil civilno službo v Weißwasserju. Med letoma 2000 in 2003 je obiskoval mojstrsko šolo v Görlitzu in Dresdnu. Leta 2003 je opravil mojstrski izpit pred Obrtno zbornico in ustanovil lastno podjetje za slikopleskarske in lakirne storitve. 

1. marca 2020 so mu neznane osebe zažgale avto. Dejanje so obsodili vodilni politiki iz različnih strank. 
Chrupalla je poročen in ima tri otroke.

## Politična dejavnost
Chrupalla je bil od leta 1990 do 1992 član Mlade zveze (Junge Union) in po lastnih izjavah dolga leta volivec CDU.  Zaradi evrske krize, razprave o beguncih in vse večje birokracije za samozaposlene se je leta 2015 pridružil stranki AfD, ki je bila ustanovljena dve leti prej. Pred tem je sodeloval na demonstracijah Pegide .  Marca 2016 je Chrupalla prevzel vodenje regionalne skupine AfD v nekdanjem okrožju Weißwasser . Aprila 2016 je bil izvoljen v okrajni odbor Görlitza in za člana stranke AfD Mittelstandsforum Sachsen. Februarja 2017 je Chrupalla prevzel predsedstvo okrožnega združenja Görlitz. 
Novembra 2016 je bil izvoljen za neposrednega kandidata AfD v volilnem okraju Görlitz . Njegova stranka ga je tudi nominirala za peto mesto na državni listi. Na zveznih volitvah leta 2017 je Chrupalla z 32,4 % glasovi osvojil neposredni mandat v svojem volilnem okraju in tako prevladal proti kasnejšemu saškemu ministru in predsedniku CDU Michaelu Kretschmerju .  Sächsische Zeitung ga je nato poleg Kretschmerja označil za "Osvajalca" kot enega od 15 "Ljudi leta 2017".  
V Bundestagu je Chrupalla polnopravni član Odbora za gospodarske zadeve in energetiko. Je tudi namestnik člana Odbora za zunanje zadeve in Odbora za gradbeništvo, stanovanjsko gradnjo, urbani razvoj in lokalne oblasti . 
5. oktobra 2017 je bil izvoljen za enega od petih podpredsednikov parlamentarne skupine AfD v Bundestagu . 
Na zvezni strankarski konferenci AfD leta 2019 v Braunschweigu je bil Chrupalla 30. novembra skupaj z Jörgom Meuthenom izvoljen za predsednika stranke. V glasovanju je zmagal s 44,37 glasovi. % proti Gottfriedu Curiu (33,1 %) in Dana Guth (22,01 %),  v drugem krogu s 54,51 % proti Curiu (41,23 %). 
Maja 2021 je Chrupalla napovedal, da bo na zveznih volitvah leta 2021 kandidiral skupaj z Alice Weidel za vodstvo stranke. V odgovor na obtožbe poslanke AfD v Bundestagu Joane Cotar, s katero se je prvotno pogovarjal o sodelovanju v vodstvu, da Chrupalla in Weidel predstavljata skrajno desno krilo stranke, je Chrupalla izjavil, da bosta z Weidel predstavljala tako vzhodno kot zahodno vejo stranke. V odgovoru na izjavo Ctarjeve, da je ignoriral njene prošnje za sodelovanje, je Chrupalla dejal: »'Brez odgovora' in 'ne govoriti o tem' sta dve različni stvari. Ga. Cotar je relativno zgodaj oziroma načeloma pred mano napovedala, s kom bo kandidirala. Zato je bilo logično, da kandidiram z ga. Weidel.«  Konec istega meseca je ekipa Weidel in Chrupalla končno prejela 71 % glasov za vodilno ekipo na zveznih volitvah in je tako lahko premagala ekipo Cotar in Wundrak, ki je prejela le 27 %. Na zveznih volitvah septembra 2021 je Chrupalla zmagal s 35,8 % prvih glasov, ponovno osvojil neposredni mandat za svojo volilno enoto in se tako prišel v 20. Nemški Bundestag.  Skupaj z Alice Weidel je bil 30. septembra 2021 izvoljen za vodjo poslanske skupine AfD v Bundestagu in tako nadomestil Alexandra Gaulanda, ki je v okviru redefinicije funkcije ostal častni predsednik. 
Junija 2022 je bil Tino Chrupalla imenovan na 13. mesto. Zvezna strankarska konferenca AfD s približno 53 udeleženci % glasov ponovno izvoljen za zveznega predsednika. Pred tem so znani politiki AfD, kot so Cotar, Wolf in Hansel, javno pozvali k njegovi zamenjavi.   Na zvezni strankarski konferenci v Essnu junija 2024 je bil izvoljen z 82,7 glasovi. % glasov za nadaljnji dve leti mandata. 

## Stališča in polemike

### Uporaba desničarske ekstremistične folklore
V intervjuju za ZDF po izvolitvi za enega od dveh zveznih predsednikov konec leta 2019 so Chrupallo vprašali o njegovih lastnih izjavah v zvezi s pozivom k zmernemu jeziku. Med intervjujem je Chrupalla zanikal, da bi uporabil izraz » Umvolkung « (sprememba prebivalstva), čeprav so bili na voljo videoposnetki tega. Chrupalla je odgovoril, da izraza ne smatra za desničarskega skrajneža in da ga »ni uporabil zavestno«. Glede na videoposnetke se je Chrupalla tudi "delno strinjal" z izjavami udeleženca istega dogodka, ki je migracije primerjal z genocidom, v katerem bi Nemce nadomestilo "mešano ljudstvo", obsojene vojne zločince druge svetovne vojne pa opisal kot "fante , ki so končali na vislicah v Nürnbergu ", kar je nato v intervjuju zanikal; namesto tega je trdil, da je moškemu nasprotoval.   Nemški inštitut za človekove pravice je v strokovnem mnenju navedel, da je Chrupalla, tudi ko so ga zaslišali, vztrajal pri izrazu Umvolkung, ki je konceptualno in jezikovno zasidran v nacionalsocializmu. Glede na poročilo »s temi izjavami, v katerih izraža svojo idejo, da bi bilo treba ljudi razlikovati glede na njihovo vrednost, [Chrupalla] odkrito širi nacionalistične ideje.« 

### Sodelovanje z desničarskimi skrajneži
Zvezni urad za varstvo ustave je Chrupallo omenil v svojem poročilu, ki je upravičilo uvrstitev AfD med primere, ki jih je treba pregledati . Razlog za to je, da je junija 2018 dal intervju desničarskemu skrajnežu in obsojenemu zanikovalcu holokavsta Nikolaju Nerlingu, ki je bil objavljen na YouTubu .  

### Zunanja politika in bližina Rusiji
Na področju zunanje politike je Chrupalla leta 2017 pozval k odpravi sankcij, uvedenih proti Rusiji po ruski nezakoniti priključitvi Krima leta 2014, ker je zaradi tega trpelo gospodarstvo njegovega okrožja.  Junija 2021 je Chrupalla skupaj z več drugimi poslanci stranke AfD odpotoval na 80. obletnico ustanovitve stranke AfD. obletnico napada Wehrmachta na Sovjetsko zvezo in tam položili venec. Chrupalla je za nemško tiskovno agencijo v Moskvi o svojem obisku povedal: »Osebno mi je bilo pomembno, da pošljem sporočilo sprave. […] Žal sem bil edini predstavnik Nemčije, ki je tukaj položil venec.«  Med drugim obiskom Moskve nekaj tednov pozneje je Chrupalla na povabilo ruskega obrambnega ministrstva imel govor na konferenci, v katerem je govoril o "psihološkem bojevanju" zaveznikov po drugi svetovni vojni, katerih prevzgoja je imela trajen vpliv na nacionalno identiteto Nemcev, in primerjal politiko zahodnih zaveznikov po letu 1945 z nacistično propagando .  Jörg Meuthen je tako priložnost kot vsebino Chrupallovega govora označil za "nespametna". 
V začetku septembra 2021 se je Chrupalla zavzel za priznanje talibanov kot uradne afganistanske vlade, da bi lahko deportirali priseljence, ki morajo zapustiti državo, nazaj v Afganistan. Prav tako bi morali ponovno odpreti nemško veleposlaništvo v Kabulu. Diplomatski odnosi ne bi smeli biti odvisni od tega, ali posameznik deli svetovni nazor z državo. 
Tri dni po začetku ruske invazije na Ukrajino februarja 2022 se je Chrupalla na izredni seji Bundestaga zahvalil Rusiji za ponovno združitev Nemčije. Kanclerja Scholza je obtožil, da je "ponovno aktiviral" hladno vojno . 
Glede vojne v Ukrajini je Chrupalla konec novembra 2022 Markusu Lanzu povedal, da ruski predsednik Putin "ni vojni zločinec"; če bi ga tako označili, to ne bi pomagalo nikomur. Pristojna sodišča bi morala odgovoriti na vprašanje vojnih zločinov »po vojni«. Chrupalla je tudi dejal, da imamo »ameriške predsednike, ki so prav tako vojni zločinci«, in omenil Georgea W. Busha in njegovo vojno v Iraku . Vojaška strokovnjakinja Claudia Major je ugovarjala, da je bilo uničenje civilne infrastrukture očitno vojni zločin; Rusija je izvajala "strategijo depopulacije", saj če "sediš v temperaturah pod ničlo in snegu, brez ogrevanja, brez vode in brez elektrike v milijonskem mestu, kot je Kijev", "ne boš dolgo preživel". 
Chrupalla je prav tako nasprotoval dobavam orožja Ukrajini, češ da te ne bodo "pomirile ali končale konflikta, temveč ga bodo podaljšale" in da bodo orožni sistemi, dobavljeni Ukrajini, "izstreljeni tudi na ruskem ozemlju". Zato je treba "čim prej doseči premirje in mirovna pogajanja". Major je odgovoril, da ukrajinskih protinapadov ni mogoče primerjati z ruskimi vojnimi zločini, ker niso "zravnali z ruševinami ruskih mest in uničili ruske infrastrukture". Chrupallova zahteva po pogajanjih je bila prav tako "truizem", saj bi se vojna končala "nekoč s pogajanji, vendar na podlagi vojaških rezultatov". 
Chrupalla je v oddaji namignil, da bi uničenje plinovoda Severni tok koristilo ZDA na način, ki se mu je zdel sumljiv, saj so imele interes prodajati drag plin Nemčiji. Hunter Biden ima v konfliktu "ključno vlogo", vendar lahko le ugiba, katero, zato ne podrobneje pojasnjuje. Nemčija nima le prijateljev na Zahodu, ampak zvezna vlada ni zainteresirana za razjasnitev, kaj se je zgodilo. Chrupalla je prej rusko agresivno vojskovanje v Ukrajini pojasnil z besedami, da »vsaka reakcija povzroči protireakcijo« in da se Putin odziva na ukrajinske napade, kot je uničenje Krimskega mostu . 
Potem ko je nemška vlada konec januarja 2023 napovedala dobavo bojnih tankov Leopard 2 Ukrajini, je Chrupalla dejal, da bi to pomenilo "slepo vstopanje v odprt ogenj, to moram odkrito povedati, neposredno v tretjo svetovno vojno." 
Februarja 2023 je Chrupalla oznanila, da je podpisala peticijo " Manifest za mir ", ki sta jo sprožili Sahra Wagenknecht in Alice Schwarzer, ki nasprotuje dobavam orožja Ukrajini in podpira mirovna pogajanja, saj po Chrupalli "strankarske linije ne smejo biti ovira v boju za mir". 
Marca je v Bundestagu trdil, da Rusija in Ukrajina vojno izgubljata skupaj, »spet je samo en zmagovalec in ta zmagovalec so ZDA«. 
9. maja 2023 se je skupaj z nekdanjim kanclerjem Gerhardom Schröderjem, Klausom Ernstom, Egonom Krenzom in Alexandrom Gaulandom udeležil sprejema na ruskem veleposlaništvu ob dnevu zmage, pri čemer je nosil kravato v barvah ruske trobojnice.  V odgovoru na kritike AfD v pogovoru z visokimi politiki AfD je ugovarjal, da se v nasprotju s poročili ni zahvalil ruskemu veleposlaniku za osvoboditev izpod nacionalsocializma (dan poraza mnogi v stranki smatrajo za "dan sramu"). V odgovoru na odcepitev je pojasnil svoje stališče z izjavo, da se mu ruski koncept zmage nad Nemčijo zdi neproblematičen: »Ni šlo toliko za to, da bi razblinili nemško domoljubje ali nas obremenili z neizbrisno krivdo.« Rusi so se umaknili leta 1994 in vzpostavili so se dobri "enakopravni gospodarski odnosi". Toda »Američani so ostali in ohranjajo našo državo v ekonomski odvisnosti – v škodo državljanov.«   
Po terorističnem napadu Hamasa na Izrael se je Chrupalla odzval šele štiri dni pozneje, 11. oktobra 2023, s tvitom, v katerem je obsodil napad in zapisal, da žaluje za "vsemi vojnimi žrtvami". Po besedah novinarja časopisa Correctiv Marcusa Bensmanna je po eni strani enačil več kot 1000 ljudi, ki jih je umoril Hamas, z ubitimi teroristi, po drugi strani pa je uporabil izraz "vojni mrtvi", kljub dejstvu, da je šlo za morilski teroristični napad. Chrupalla v svojem tvitu tudi ni komentiral talcev, ki jih je zajel Hamas, vključno z več Nemci. 
Ob govoru ukrajinskega predsednika Volodimirja Zelenskega v Bundestagu sta Chrupalla in Weidel izjavila, da nočeta "poslušati govornika v maskirni uniformi ". Zelenskemu se je mandat "potekel" in on je "na položaju le še kot vojni in prosjaški predsednik". Zato se je izvršni direktor poslanske skupine odločil, da se govora ne bo udeležil. Štirje poslanci AfD so kljub temu sedeli na plenarnem zasedanju. 
Konec oktobra 2024 je Chrupalla v govoru v Bundestagu kritiziral "izključne izraze solidarnosti" in "enostransko strankarsko pripadnost" Izraelu ali zanj; dejal je, da ne bi smelo biti več nemških dobav orožja Izraelu in da ne bi smelo biti več "splošne islamofobije". Po Chrupallovih besedah dobava orožja pomeni sprejetje "dehumanizacije vseh civilnih smrti na obeh straneh" in zato je "čas za kritično in objektivno sodelovanje z izraelsko vlado". Nekateri člani poslanske skupine AfD so Chrupallo zaradi tega govora kritizirali, drugi pa so njegove izjave potrdili in ga izrecno podprli. 
V intervjuju za Die Welt decembra 2024 je Chrupalla podvomil o članstvu Nemčije v Natu . Obrambna skupnost ne sme zasledovati le »interesov Amerike«, temveč mora »sprejeti in spoštovati interese vseh evropskih držav – vključno z interesi Rusije«. Nemčija bo morda morala razmisliti, »v kolikšni meri je to zavezništvo še vedno koristno za nas«. Chrupalla je nemško vlado pozval tudi k priznanju ruske zmage v ukrajinski vojni. Rusija je »zmagala v tej vojni« in »resničnost« je »dohitela tiste, ki trdijo, da želijo Ukrajini omogočiti zmago v vojni«. Po Chrupallovih besedah mora nemška vlada »končno priti do točke, ko želi končati vojno«. 
Januarja 2025 je Chrupalla sprejel povabilo Republikanske stranke, da se udeleži inavguracije Donalda Trumpa v Washingtonu, D.C.  Vendar pa je bil dogodek zaradi hladnega vala v kratkem času prestavljen z zunanje strani Kapitola v notranjost stavbe. Mnogi gostje, vključno s Chrupallo, so si zato morali slovesnost ogledati na video kocki v večnamenski dvorani. 

### Zgodovinski vidik
V pripravah na 75. obletnico Februarja 2020, ob 50. obletnici zračnih napadov na Dresden, je Chrupalla podvomil o številki približno 25.000 smrtnih žrtev, ki jo je med letoma 2004 in 2010 ugotovila komisija zgodovinarjev pod vodstvom Rolfa-Dieterja Müllerja . Chrupalla je za Der Spiegel, ki se je skliceval na poročila sorodnikov, ki so bili očividci v Dresdnu leta 1945, povedal, da ocenjuje število smrtnih žrtev na približno 100.000. Rolf-Dieter Müller in zgodovinar Sven Felix Kellerhoff sta kritizirala te izjave, ki so po njenem mnenju v nasprotju z znanstveno utemeljenimi ugotovitvami komisije. Chrupalla tako svoje številke utemeljuje na številkah, ki izvirajo iz propagande Josepha Goebbelsa in jih le postulirajo ponarejevalci zgodovine, kot so David Irving, NPD in drugi desničarski skrajneži.   Po mnenju drugih zgodovinarjev poskuša oživiti mit o žrtvi in instrumentalizirati zračne napade v politične namene.   Politik FDP Gerhart Baum, ki je kot dvanajstletnik doživel zračne napade na Dresden, je Chrupalli ostro nasprotoval in ga skupaj z AfD obtožil, da trpljenje žrtev zlorabljata v politične namene. 
Leta 2021 je Chrupalla v Moskvi, kjer je bil gost ruskega obrambnega ministrstva, v govoru primerjal propagando, s katero so nacisti po napadu poskušali "demoralizirati" prebivalstvo Sovjetske zveze, z denacifikacijo s strani zaveznikov v povojni Nemčiji. Dejal je, da je » prevzgoja [...] imela trajne posledice za našo nacionalno identiteto in kulturo.« 
Chrupalla zahteva, da bi morala imeti »nemška kulturna dediščina«, vključno z nemškimi pesmimi in ljudskimi pesmimi, večjo vlogo pri šolskem pouku. Ko ga je otroški novinar ZDF vprašal, katera je njegova najljubša nemška pesem, je odgovoril: "Moral bi razmisliti o tem. Trenutno se ne morem spomniti nobene." Ko ga je otroški novinar vprašal, ali bi lahko navedel svojega najljubšega pesnika, je končno rekel Heinrich Heine . Ustrezni odlomek iz intervjuja je bil široko razširjen po družbenih omrežjih. RND je Chrupallovo vedenje opisala kot "nerodno tišino" in dejala, da je bil razkrit. 
Ko se je Khrupalla februarja 2023 srečal z ruskim veleposlanikom Sergejem Nečajevim, da bi obeležil obletnico predaje 6. armade, Vojska Wehrmachta je položila venec pred spomenik v bitki za Stalingrad, rusko veleposlaništvo pa je v sporočilu za javnost zapisalo, da se je Chrupalla ob "uničenju nemških fašističnih čet" skupaj z veleposlanikom spomnil "vojakov Rdeče armade [...], ki so padli v boju proti nemškemu nacizmu ", Chrupalla je izjavil, da se mu zdi izjava ruskega veleposlaništva z "zornega kota" AfD "nesrečna". 

### Časopisi in propaganda
Po poročanju časopisa Lausitzer Rundschau je Chrupalla leta 2017 napovedal, da si bo prizadeval, da bi "urednike časopisov postavil na njihovo mesto", in da ni izključil sprememb zakonov in ustave.  Chrupalla je tazu povedal, da ta izjava ni bila podana na tak način in da si jo je urednik časopisa Lausitzer Rundschau izmislil.  Vendar pa je Chrupalla januarja 2019 pozval strankarske kolege, naj vodijo "črne sezname" novinarjev in zbirajo "osnovne informacije o subverzivnih agentih, preoblečenih v novinarje".  
V razpravi v Bundestagu ob 30. obletnici padca berlinskega zidu 8. novembra 2019 je kanclerko Angelo Merkel obtožil, da se je od FDJ naučila, kako s propagando in agitacijo držati ljudstvo pod nadzorom, pri čemer je uporabljala "strategije dominacije in subverzije [...] takrat", kar so člani drugih parlamentarnih skupin sprejeli z vzkliki "sramu". 

### Priseljevanje in kriminal
Med volilno kampanjo leta 2017 se je Chrupalla pritoževal, da so vlomi v njegovi obmejni regiji postali nekaj običajnega.  Pozval je k ponovni uvedbi nadzora za "omejitev mejnega kriminala". Med volilno kampanjo je begunce obtožil, da nas "opulijo kot božično gos". Namesto tega je pozval k gostoljubni kulturi za lokalne otroke.  V razpravi o pokojninah podpira pozive k okrepitvi sedanjega sistema dokladnega financiranja, ki temelji na prispevkih.  To bi moralo omogočiti »vsem ljudem, ki so vse življenje delali, da prejmejo ustrezno pokojnino«. 
Chrupalla je na Twitterju, skliceval na umor Afroameričana Georgea Floyda in poznejše proteste gibanja Black Lives Matter, zapisal, da vse to znova kaže na »slepo ulico, v kateri se znajdejo večkulturne države priseljevanja«, in zahteval: »Takšnih razmer se moramo privarčevati.« Po besedah novinarja Michaela Kraskeja je Chrupalla »dogodke na novo interpretiral v klasičnem obratu med storilcem in žrtvijo«. Glede na Chrupallov "cinični sklep" bi se smrti in nasilja "družbe izognile, če bi se le odpovedale multikulturalizmu in priseljevanju".  Generalni sekretar CDU Alexander Dierks je Chrupalli poudaril, da so Afroameričani potomci afriških sužnjev in ne priseljencev. 
Ko je preiskovalni dokumentarec televizijske postaje ProSieben razkril, da je Christian Lüth, nekdanji tiskovni predstavnik poslanske skupine AfD, v posnetem pogovoru govoril o "zastrupljanju s plinom" in "streljanju" migrantov, je Chrupalla na Twitterju izrazil ogorčenje nad njegovimi komentarji: "Mene in celotno stranko osuplja, da so bile takšne besede izrečene." Vendar pa naj bi po informacijah Die Zeita tako Chrupalla kot Alexander Gauland in drugi uradniki AfD za sestanek in nekatere izjave vedeli že od konca aprila 2020. Časopis Die Zeit je izjavil, da je iskrenost distanciranja AfD po tem, ko so Lüthove izjave postale znane, več kot vprašljiva. 

### Pandemija koronavirusa
V poletnem intervjuju za ZDF avgusta 2020 se Chrupalla ni želel jasno distancirati od Andreasa Kalbitza, nekdanjega vodje poslanske skupine AfD v Brandenburgu, ki je bil pozneje izključen. Chrupalla je dejal: »Odkar poznam Andreasa Kalbitza v tej stranki, to je zdaj že šest let, pri njem ne zaznavam nobenega ekstremizma.« Vendar bi si želel, da bi se Kalbitz bolj jasno distanciral od svoje preteklosti. Poleg tega se je Chrupalla izrekel proti obveznemu nošenju mask v povezavi s pandemijo COVID-19 in zagovarjal prostovoljno uporabo, saj je dejal, da obstajajo različna mnenja o učinkovitosti mask. Zaprtje spomladi 2020 je opisal kot »nesorazmerno«. 
V poletnem intervjuju za ARD avgusta 2021 je Chrupalla izrazil skepticizem glede učinkovitosti cepljenja proti koronavirusu, saj se po Chrupallovih besedah vse pogosteje sliši o "neuspehih cepljenja" - ljudeh, ki so se okužili s COVID-19 kljub cepljenju - in ni jasno, kako dolgo traja imunost ali koliko cepljenj je potrebnih. Glede kontroverznih kandidatov na saški deželni listi za zvezne volitve leta 2021 – kot je Siegbert Droese, ki se je na tej listi uvrstil za Chrupallo in je z nedvoumno gesto poziral pred nekdanjim Führerjevim poveljstvom Volčja šanca – je Chrupalla dejal, da so imeli vsi »brezhibno policijsko evidenco«. V istem kontekstu je Chrupalla v drugem intervjuju antisemitsko izjavo kandidata AfD Andreasa Harlaßa, ki ga je po sodni odločbi mogoče opisati kot neonacista in fašista, označil za "nesprejemljiv osamljen primer". 
Decembra 2021 je Chrupalla v jutranji reviji ZDF spregovoril proti obveznemu cepljenju proti COVID-u, vendar je dejal, da bi bilo cepljenje smiselno za starejše ljudi in tiste z že obstoječimi boleznimi. Čeprav je moderator Andreas Wunn poudaril, da so vsi zdravniki intenzivne nege potrdili, da je od 80 do 90 odstotkov bolnikov s covidom na oddelkih intenzivne nege necepljenih, je Chrupalla dejal, da te številke niso potrjene; o tem ni veljavnih podatkov. Podvomil je o učinkovitosti cepljenja, če »morate prejemati poživitvene odmerke vsake tri ali štiri mesece«, in vprašal, kaj se »dejansko testira« na bolnikih. Dejal je tudi, da so »obljubili, da bo zaščita s cepljenjem trajala leta«; vendar Chrupalla za svojo trditev ni predložil nobenih dokazov. Trenutno izredno stanje in preobremenjenost oddelkov za intenzivno nego je primerjal z epidemijo gripe 2016/2017 in kot problem navedel zmanjšanje števila zaposlenih, na kar je Wunn poudaril, da preobremenjenost osebja intenzivne nege zaradi velikega števila bolnikov s covidom še poslabšuje pomanjkanje osebja.

## Posamezne reference
1. ↑  deutschlandfunk.de (14. maj 2025). »AfD vs. Verfassungsschutz: Streit um Rechtsextremismus-Einstufung« (v nemščini). Pridobljeno 18. junija 2025.
2. ↑  »Verdacht auf Brandstiftung: Auto von AfD-Chef Chrupalla ausgebrannt«. 2. marec 2020. Pridobljeno 21. oktobra 2023.
3. ↑  »Deutscher Bundestag – Abgeordnete«. Pridobljeno 21. aprila 2020.
4. ↑  Beatrix von Storch wird Fraktionsvize. 5. oktober 2017.
5. ↑  Arhivirano [Manjka datum], at www.news38.de Napaka: neznan URL arhiva news38.de vom 1. Dezember 2019
6. ↑  »AfD-Chef Tino Chrupalla: Alice Weidel und ich sind keine Flügel-Kandidaten!«. S.W.R. Aktuell. Arhivirano iz prvotnega spletišča dne 9. maja 2021. Pridobljeno 9. maja 2021. {{navedi splet}}: Neveljaven |url-status=ja (pomoč) Arhivirano 2021-05-09 na Wayback Machine.
7. ↑  »AfD geht mit Duo Weidel und Chrupalla in den Bundestagswahlkampf«. Pridobljeno 25. maja 2021.
8. ↑  »AfD-Chef Tino Chrupalla gewinnt Wahlkreis Görlitz: Ergebnisse der Bundestagswahl 2021 in Grafiken«. Pridobljeno 30. septembra 2021.
9. ↑  »AfD-Fraktion wählt Weidel und Chrupalla als Vorsitzende«. Pridobljeno 30. septembra 2021.
10. ↑  Markus Balser (16. maj 2022). »Streit bei der AfD: Parteifreunde fordern Abgang Chrupallas«. sueddeutsche.de. Pridobljeno 19. maja 2022.
11. ↑  Frederik Schindler (17. maj 2022). »AfD in der Krise: Jetzt wird der Aufstand gegen Chrupalla geprobt«. welt.de. Pridobljeno 19. maja 2022.
12. ↑  tagesschau.de. »Weidel und Chrupalla als AfD-Parteichefs wiedergewählt« (v nemščini). Pridobljeno 1. julija 2024.
13. ↑  »Warum die AfD verboten werden könnte«. Deutsches Institut für Menschenrechte (v nemščini). 5. februar 2025. Pridobljeno 5. junija 2025.
14. ↑  »Wir veröffentlichen das Verfassungsschutz-Gutachten zur AfD«. netzpolitik.org. 28. januar 2019. Pridobljeno 1. decembra 2019.
15. ↑  Thomas Radlmaier. »Volksverhetzung: Rechter „Volkslehrer" ist schuldig«. Pridobljeno 9. maja 2021.
16. ↑  Konrad Litschko (26. september 2017). »Die glücklichen Rechten«. taz.de. Pridobljeno 26. januarja 2018.
17. ↑  »80. Jahrestag des deutschen Angriffs auf die Sowjetunion«. Münchner Merkur. 23. junij 2021. Pridobljeno 12. julija 2021.
18. ↑  Matthias Kamann (11. julij 2021). »Rede in Moskau: Chrupalla vergleicht Politik der Alliierten nach 1945 mit Nazi-Propaganda«. Die Welt. Pridobljeno 12. julija 2021.
19. ↑  »„Das sind alles nicht meine Freunde": AfD-Chef Meuthen distanziert sich von eigenen Kandidaten«. Stern. 19. julij 2021. Pridobljeno 9. avgusta 2021.
20. ↑  AfD für Anerkennung der Taliban, um Abschiebungen nach Kabul zu erleichtern. 9. september 2021. ISSN 2195-1349.
21. 1 2  »AfD-Chef Chrupalla bei Lanz: Putin kein Kriegsverbrecher« (v nemščini). Arhivirano iz prvotnega spletišča dne 28. maja 2024. Pridobljeno 22. decembra 2024.
22. ↑  »„Kein Kriegsverbrecher": AfD-Mann Chrupalla empört Gäste bei Lanz mit Putin-Aussage«. Münchner Merkur. 30. november 2022. Pridobljeno 10. maja 2023.
23. ↑  tagesschau.de (25.01.2023). »Liveblog: AfD und Linke erneuern Kritik an Panzerlieferungen« (v nemščini). Pridobljeno 2024-12-22. {{navedi splet}}: Preveri datumske vrednosti v: |date= (pomoč)
24. ↑  n-tv NACHRICHTEN (10.05.2023). »Gerhard Schröder in russischer Botschaft empfangen«. ntv. Pridobljeno 2023-05-10. {{navedi splet}}: Preveri datumske vrednosti v: |date= (pomoč)
25. ↑  Schröder mit Gauland in Russischer Botschaft: Empfang zum Tag des Sieges. ISSN 0174-4909.
26. ↑  AfD: Chrupalla nach Besuch in russischer Botschaft unter Druck. 12. maj 2023. ISSN 0376-6829.
27. ↑  Michael Maier (11. maj 2023). »AfD: Erbitterter Streit über Empfang in russischer Botschaft«. Berliner Zeitung. Pridobljeno 13. maja 2023.
28. ↑  Gabor Halasz, Martin Schmidt (12.05.2023). »AfD und ihre Wähler: Radikal ist auch egal«. tagesschau.de. Pridobljeno 2023-05-14. {{navedi splet}}: Preveri datumske vrednosti v: |date= (pomoč)
29. ↑  tagesschau.de. »Ukraine-Liveblog: Selenskyj im Bundestag: "Es gibt keine Mauern, die nicht fallen"« (v nemščini). Pridobljeno 22. decembra 2024.
30. ↑  »Donald Trumps Amtseinführung: Die Gäste von Obama bis Chrupalla« (v nemščini). 20. januar 2025. Pridobljeno 21. januarja 2025.
31. ↑  »Trump-Zeremonie: Enttäuschung für Tino Chrupalla« (v nemščini). 21. januar 2025. Pridobljeno 2. maja 2025.
32. ↑  (S+) AfD und Abgeordnete im russischen TV: Grüße nach Moskau. 10. februar 2023. ISSN 2195-1349.
33. ↑  Sebastian Beutler (31. januar 2019). »AfD-Politiker plant schwarze Listen von Journalisten«. Sächsische Zeitung. Pridobljeno 30. novembra 2019.
34. ↑  »AfD-Bundestagsabgeordneter wirft Presse Zersetzungsstrategien vor«. Der Tagesspiegel. 1. februar 2019. Pridobljeno 30. novembra 2019.
35. ↑  AfD-Fraktion: Rechts bis extrem im Bundestag. 26. september 2017.
36. ↑  »Chrupalla: AfD-Pläne für Rentenzuschläge nur für Deutsche «sind vom Tisch»«. Pridobljeno 14. aprila 2021.
37. ↑  »AfD beschließt sozialpolitisches Konzept«. 28. november 2020. Pridobljeno 14. aprila 2021.
38. ↑  Tobias Wolf (4. junij 2020). »Chrupalla vergleicht Sklaverei mit Einwanderung«. Sächsische Zeitung. Pridobljeno 3. avgusta 2021.
39. ↑  Jan-Philipp Hein, Jan Aleksander Karon (5. oktober 2020). »Ex-AfD-Fraktionssprecher: Gauland wusste seit Monaten von Lüths Aussagen«. Die Zeit. Pridobljeno 18. marca 2021.